# James Van Alen
James Henry Van Alen (* 19. September 1902 in Newport, Rhode Island; † 3. Juli 1991 ebenda) war ein US-amerikanischer Tennisspieler und -funktionär.

## Biographie
Van Alen spielte Tenniseinzel und -doppel in den USA. Sein größtes Verdienst um den Tennissport war 1963 die Erfindung des Tie-Break, welches im Jahr 1970 offiziell ins Tennisregelwerk aufgenommen wurde und des „VASSS“ (Van Alen Streamlined Scoring System). Er gründete 1954 auch die International Tennis Hall of Fame, in die er 1965 selbst aufgenommen wurde. Die Räumlichkeiten befinden sich im Newport Casino.